# Bazoges-en-Paillers
Bazoges-en-Paillers – miejscowość i gmina we Francji, w regionie Kraj Loary, w departamencie Wandea.
Według danych na rok 1990 gminę zamieszkiwało 826 osób, a gęstość zaludnienia wynosiła 72 osób/km² (wśród 1504 gmin Kraju Loary Bazoges-en-Paillers plasuje się na 657. miejscu pod względem liczby ludności, natomiast pod względem powierzchni na miejscu 944.).